# Jaroslav Lipowski
Jaroslav Lipowski (ur. 28 marca 1962 w Czeskim Cieszynie) – prof. dr hab., językoznawca. Pracuje w Katedrze Języka Czeskiego i Literatury na Uniwersytecie w Hradcu Králové. Mąż profesor Zofii Tarajło-Lipowskiej. 
Dzieciństwo przeżył w Nawsiu koło Jabłonkowa. Po maturze w Gimnazjum w Trzyńcu pojechał do Pragi. Na studiach polonistycznych w Katowicach i we Wrocławiu opracował dialekt swojej rodzinnej miejscowości. Doktoryzował się w 2000 r., habilitował w 2006 r., a profesurę otrzymał w 2014 r. Jego zainteresowania naukowe są szerokie, od dialektologii przez onomastykę, pragmalingwistykę po fonetykę, fonologię i morfologię języków zachodniosłowiańskich z punktu widzenia synchronicznego, jak również diachronicznego. Interesuje go też komunikacja werbalna w mediach posługujących się tymi językami.
Od 2007 roku posiada uprawnienia tłumacza przysięgłego języka czeskiego, a od 2009 roku języka słowackiego.

## Wybrane publikacje
- Roz widzieli straśne łognie ku Ciantoryi. Gawędy ludowe z Nawsia koło Jabłonkowa na Śląsku Cieszyńskim. Wrocław 1992
- Nazwiska Jabłonkowa i okolic u schyłku XVII wieku, Wrocław 2002
- Konvergence a divergence češtiny a slovenštiny v československém státě, Wrocław 2005
- Ewolucja nazwisk w południowej części Śląska Cieszyńskiego. Analiza słowotwórczo-statystyczna i graficzna, Wrocław 2008
- Operatívna fonetika slovenčiny, češtiny a poľštiny, Wrocław 2011